# خوسيه ماريا مارتينيز
خوسيه ماريا مارتينيز (بالإسبانية: José María Martínez)‏ (3 يوليو 1947 في الأرجنتين - 22 أبريل 2012 ببوينس آيرس في الأرجنتين) هو لاعب كرة قدم أرجنتيني في مركز الوسط. لعب مع جيمناسيا لابلاتا وديبورتيس كوينديو وديبورتيفو كالي وكيلمس ونادي سان لورينزو ونادي لانوس ويونيون دي سانتا في وديبورتيفو كوينكا وClub Atlético Temperley ‏.

## وصلات خارجية
- خوسيه ماريا مارتينيز على موقع قاعدة بيانات كرة القدم.إي يو (الإنجليزية)